# Orséis
Dans la mythologie grecque, Orséis (en grec ancien : Ὀρσηίς / Orsēís) était la naïade d'une chute d'eau de Thessalie, et l'ancêtre mythique des Grecs. Elle aurait été la fille soit d'Océan, soit du dieu fleuve de Thessalie, Pénée. Elle aurait même pu être la fille de Zeus et de Dino.
Selon le pseudo-Apollodore, Orséis se maria à Hellen, fils de Deucalion et Pyrrha, et ancêtre légendaire des Grecs. Leurs fils, Doros, Xouthos, et Éole, devinrent les fondateurs des trois premières tribus hellènes (Doriens, Achéens/Ioniens et Éoliens).

## Sources
- Pseudo-Apollodore, Bibliothèque [détail des éditions] [lire en ligne] (I, 7, 3).
- Hésiode, Catalogue des femmes,
- West, M. L., The Hesiodic Catalogue of Women: Its Nature, Structure, and Origins, Clarendon Press Oxford, 1985. ISBN 978-0-198-14034-4.